# Acrocercops habroscia
Acrocercops habroscia là một loài bướm đêm thuộc họ Gracillariidae. Loài này có ở Fiji. Nó được miêu tả bởi Edward Meyrick năm 1921. Ấu trùng ăn Calophyllum inophyllum.